# Raptus volume 3
Raptus volume 3 è il quarto album in studio del rapper italiano Nayt, pubblicato il 15 marzo 2019 dalla Jive Records e dalla VNT1.
L'album è stato ristampato il 10 maggio 2019 all'interno del cofanetto Raptus Collection, contenente i tre titoli della trilogia.

## Tracce
Testi di William Mezzanotte, musiche di 3D.
1. Per essere vivi (Prod. 3D) – 1:54
2. La mia voce (Prod. 3D) – 2:56
3. Brutti sogni (Prod. 3D) – 2:57
4. Exit (Prod. 3D) – 2:11
5. Effetto domino (Prod. 3D) – 2:12
6. A Silvia (Prod. 3D) – 2:12
7. Animal (Prod. 3D, Skioffi) – 2:07
8. Inferno (Prod. 3D) – 3:01
9. Ti am* (Prod. 3D) – 1:42
10. Fame (feat. MadMan, Prod. 3D) – 3:42
11. Gli occhi della tigre (Prod. 3D) – 2:46

## Classifiche
| Classifica (2019) | Posizione massima |
| ----------------- | ----------------- |
| Italia            | 2                 |